# Сикупилли
Си́купилли (эст. Sikupilli — «Козлиный рожок») — микрорайон в районе Ласнамяэ города Таллина, столицы Эстонии.

## География

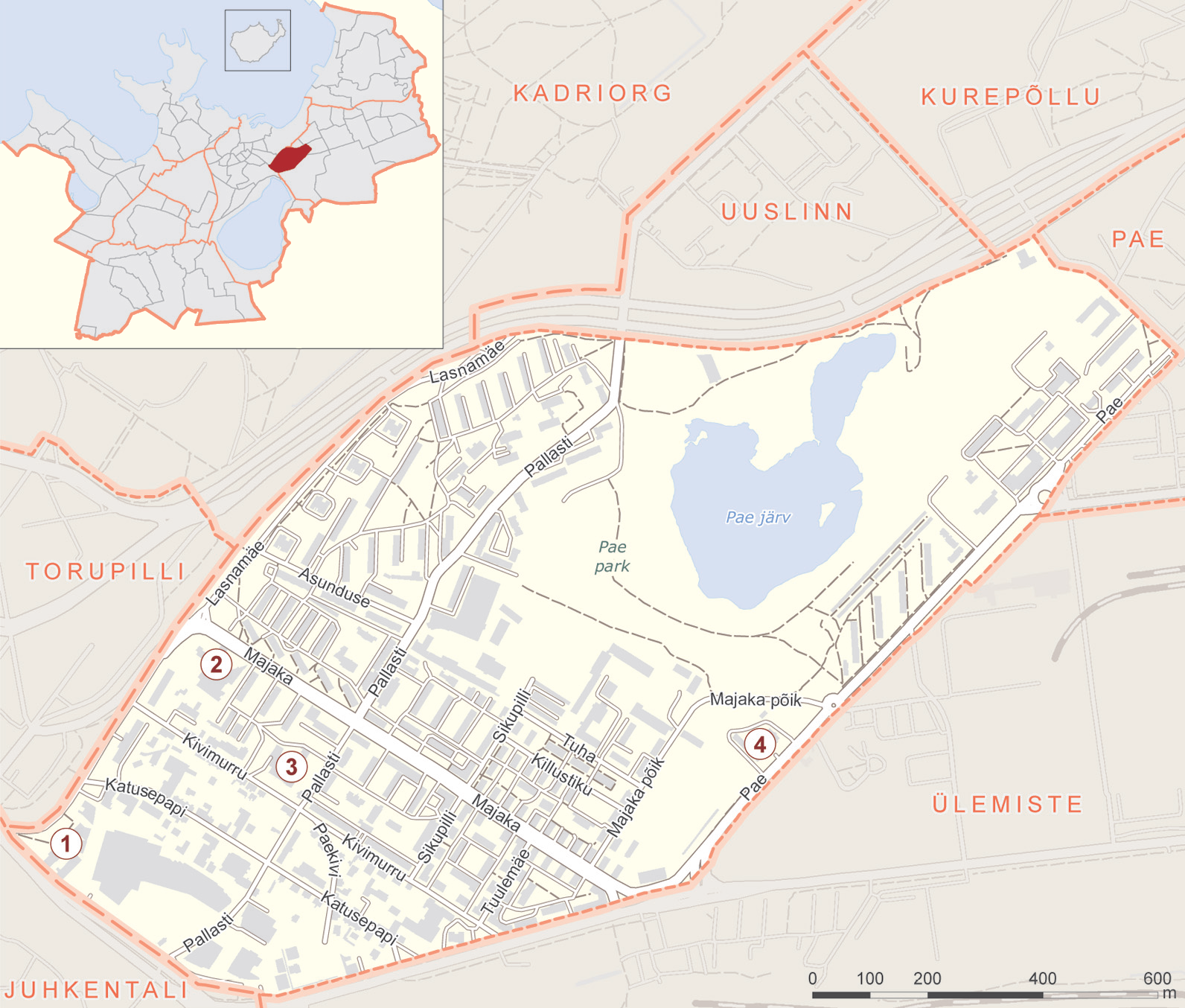
Карта микрорайона Сикупилли

Площадь — 1,35 км². Граничит с микрорайонами Кадриорг, Ууслинн, Курепыллу, Паэ, Юлемисте, Юхкентали и Торупилли. Плотность населения на 1 января 2023 года — 9209,6 чел/км².

## Улицы
В Сикупилли проходят улицы Асундузе, Катузепапи, Кивимурру, Киллустику, Ласнамяэ,  Маяка, Палласти, Паэ, Паэкиви, Паэпарги, Петербургское шоссе, Сикупилли, Тартуское шоссе, улицы Туулемяэ и Туха.

## Население
По данным Регистра народонаселения, который ведёт Министерство внутренних дел Эстонии, на 1 января 2014 года число жителей Сикупилли составляло 11 298 человек, доля мужчин — 44 %. Эстонцы составляли 29 % жителей микрорайона.
На 1 января 2022 года в Сикупилли проживали 11 266 человек, доля эстонцев составляла 35 %, русских — 47 %.
| Численность населения микрорайона Сикупилли на 1 января по данным Регистра народонаселения | Численность населения микрорайона Сикупилли на 1 января по данным Регистра народонаселения | Численность населения микрорайона Сикупилли на 1 января по данным Регистра народонаселения | Численность населения микрорайона Сикупилли на 1 января по данным Регистра народонаселения | Численность населения микрорайона Сикупилли на 1 января по данным Регистра народонаселения | Численность населения микрорайона Сикупилли на 1 января по данным Регистра народонаселения | Численность населения микрорайона Сикупилли на 1 января по данным Регистра народонаселения | Численность населения микрорайона Сикупилли на 1 января по данным Регистра народонаселения |
| 2008                                                                                       | 2010                                                                                       | 2011                                                                                       | 2012                                                                                       | 2013                                                                                       | 2014                                                                                       | 2015                                                                                       | 2016                                                                                       |
| ------------------------------------------------------------------------------------------ | ------------------------------------------------------------------------------------------ | ------------------------------------------------------------------------------------------ | ------------------------------------------------------------------------------------------ | ------------------------------------------------------------------------------------------ | ------------------------------------------------------------------------------------------ | ------------------------------------------------------------------------------------------ | ------------------------------------------------------------------------------------------ |
| 10 938                                                                                     | ↗10 952                                                                                    | ↗10 998                                                                                    | ↘10 900                                                                                    | ↗11 035                                                                                    | ↗11 298                                                                                    | ↗11 493                                                                                    | ↗11 706                                                                                    |
| 2017                                                                                       | 2018                                                                                       | 2019                                                                                       | 2020                                                                                       | 2021                                                                                       | 2022                                                                                       | 2023                                                                                       |                                                                                            |
| ↗11 901                                                                                    | ↗12 004                                                                                    | →12 004                                                                                    | ↗12 197                                                                                    | ↗12 320                                                                                    | ↘12 266                                                                                    | ↗12 433                                                                                    |                                                                                            |

## История
Название микрорайона восходит ко времени, когда здесь проживали самые бедные жители Таллина, которые выращивали коз.
В 1830 году на территории современного микрорайона Сикупилли было возведено первое здание — военный госпиталь. Материалом для строительства послужил местный известняк. Стены госпиталя впитывали влагу, и постоянная сырость вредила здоровью пациентов. В 1869 году здание было продано в частную собственность, а с 1886 года в нём располагалась женская тюрьма. В советское время в здании была пересыльная тюрьма.

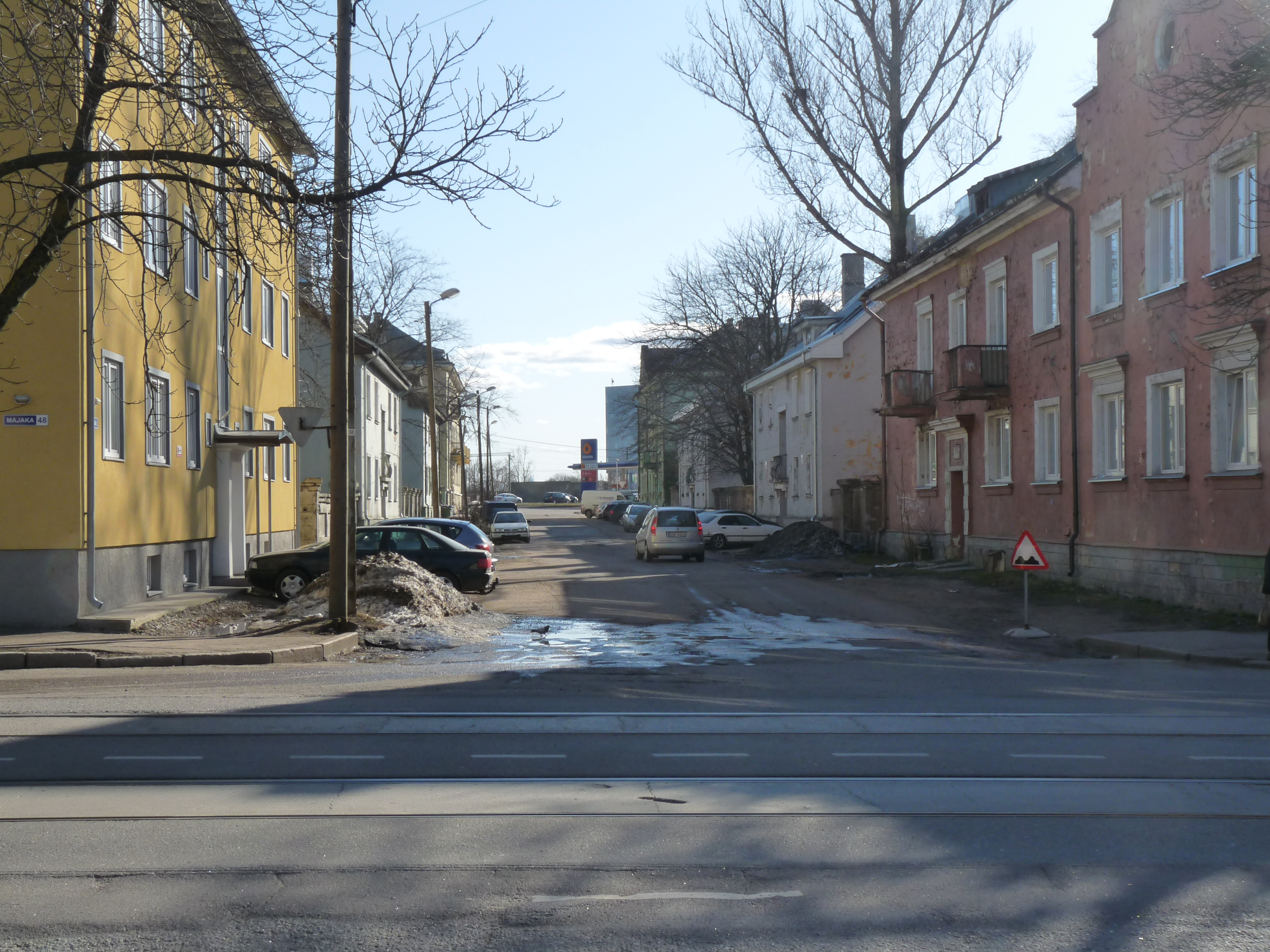
Улица Туулемяэ, дома 1940–1950-х годов

В начале XX века в Сикупилли началось строительство жилых домов. Земля здесь была богата известью и стоила в три раза дешевле, чем в других районах Таллина. До начала активного строительства жилых домов в 1906 году в плитняковых проёмах жили бездомные.
К 1920 году в Сикупилли было построено 175 жилых домов, в 1930 году здесь уже было 210 домов, большая часть которых была одноэтажными и только четверть была двухэтажными. Единственным трёхэтажным домом была построенная в 1930 году Ласнамяэская начальная школа .
До Второй мировой войны на территории района функционировало несколько промышленных предприятий: фабрика по производству гвоздей братьев Кимберг, ткацкая фабрика братьев Тофер, известеобжигательная фабрика «Симсиварт и Ко», фабрика по производству кроватей Й. Буши, химическое производство «Одор» и каменоломня.
В 1940 году на улицах Маяка, Сикупилли и Петербургском шоссе началось строительство домов для работников завода «Двигатель». Во время войны, в 1941 году, в Сикупилли прошли бои, затронувшие жилые кварталы. После войны здесь находился лагерь для немецких военнопленных.
В 2009 году вокруг озера Паэ, бывшего карьера по добыче известняка, был разбит парк Паэ.

## Важнейшие объекты

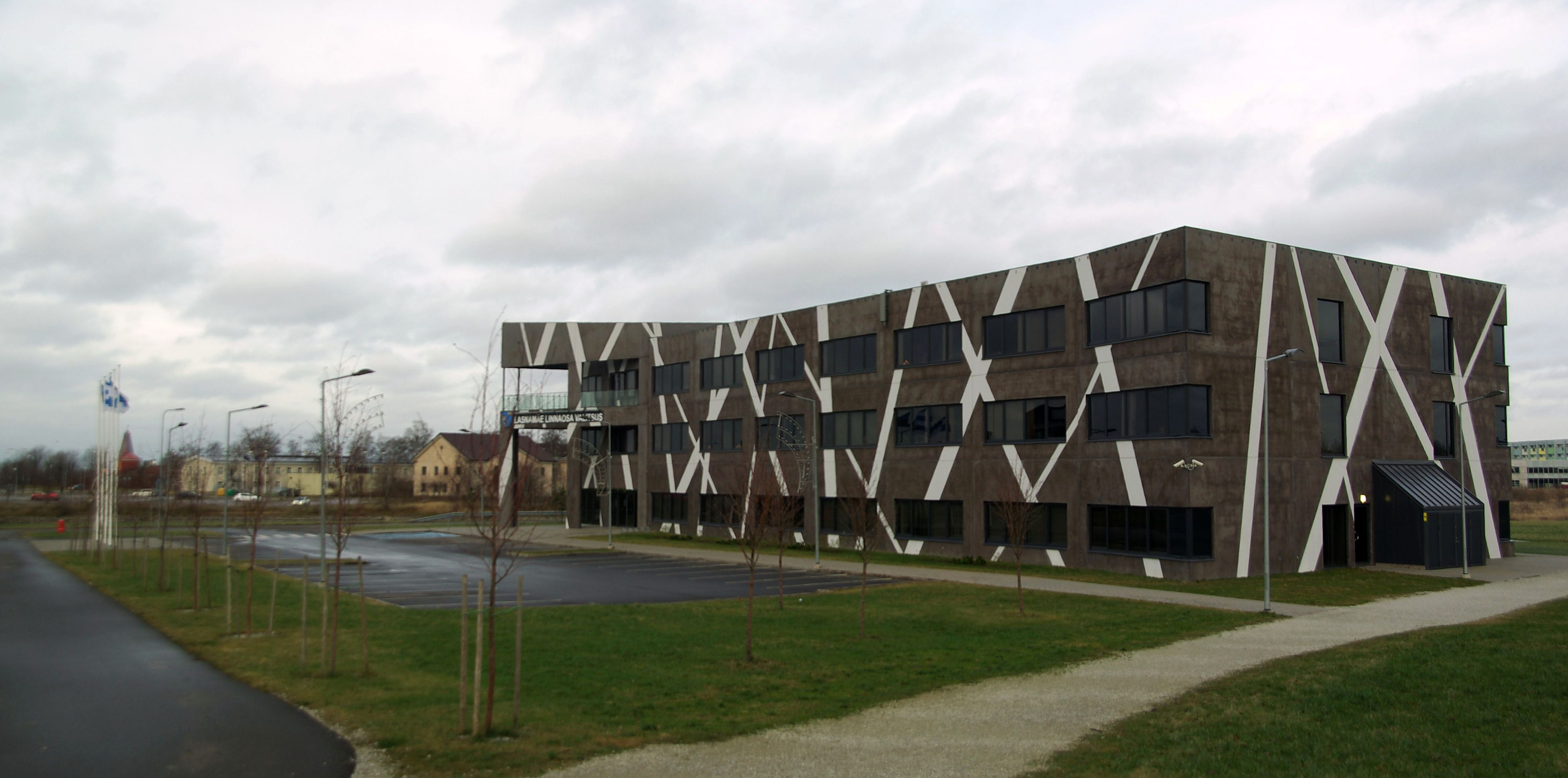
Управа района Ласнамяэ

- Управа части города Ласнамяэ, улица Палласти 54;
- главное здание Эстонской почты (Omniva), улица Палласти 28;
- Таллинская Паэская гимназия, улица Паэ 5;
- детский сад частной школы «Edu Valem» (c эст. — Формула успеха), улица Палласти 41;
- детский сад Сикупилли, улица Кивимурру 3;
- Ласнамяэский спортивный комплекс, улица Паэ 1;
- Ласнамяэский социальный центр, улица Киллустику 16;
- торговый центр «Сикупилли», в том числе супермаркет «Prisma», Тартуское шоссе 87;
- самый большой водоём Ласнамяэ — озеро Паэ;
- парк Паэ[11].

## Общественный транспорт
В микрорайоне Сикупилли курсируют городские автобусы маршрутов № 2, 7, 13, 15, 39, 50, 54, 58 и трамваи № 2 и № 4.

## Галерея

Микрорайон Сикупилли
Новостройки на улице Ласнамяэ
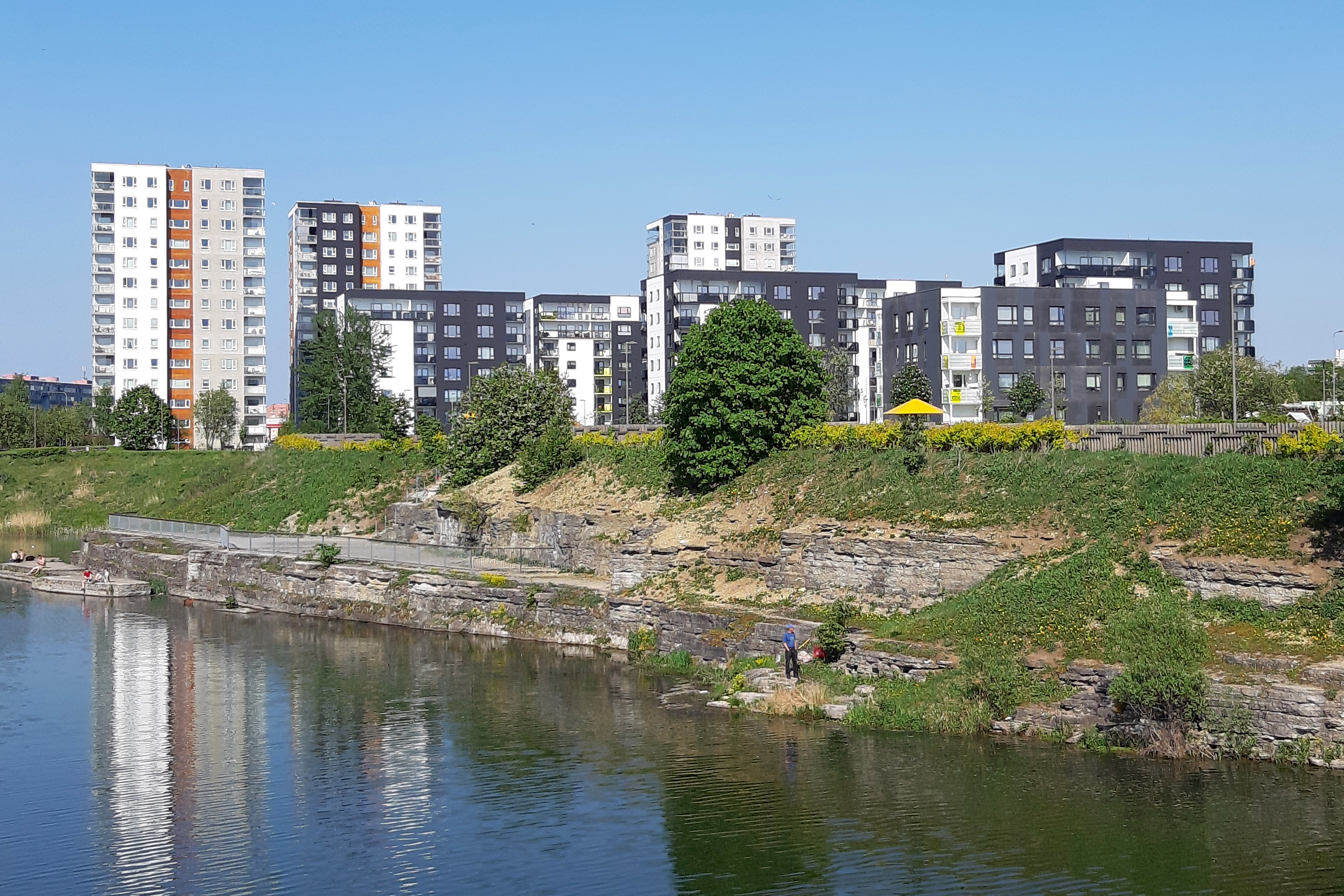
Жилые дома
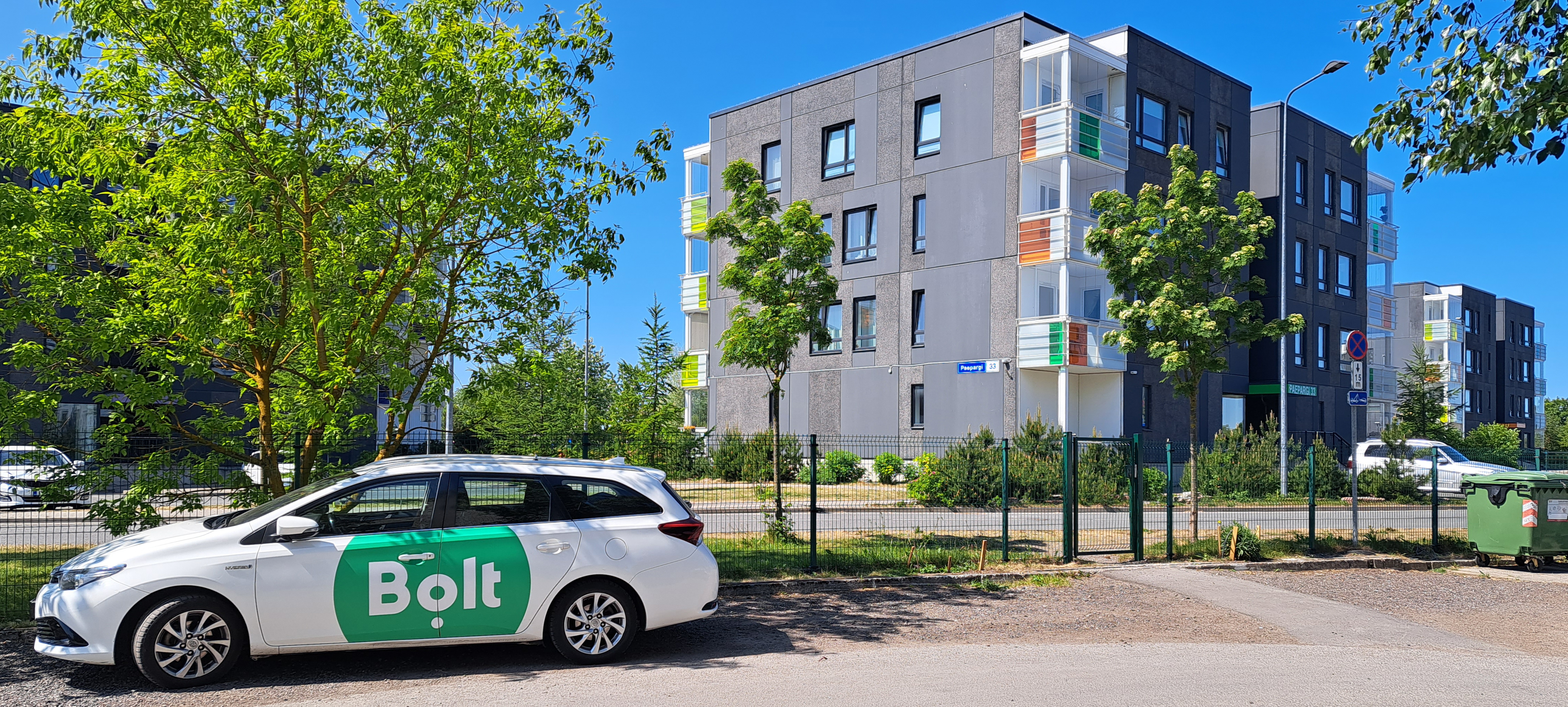
Улица Паэпарги
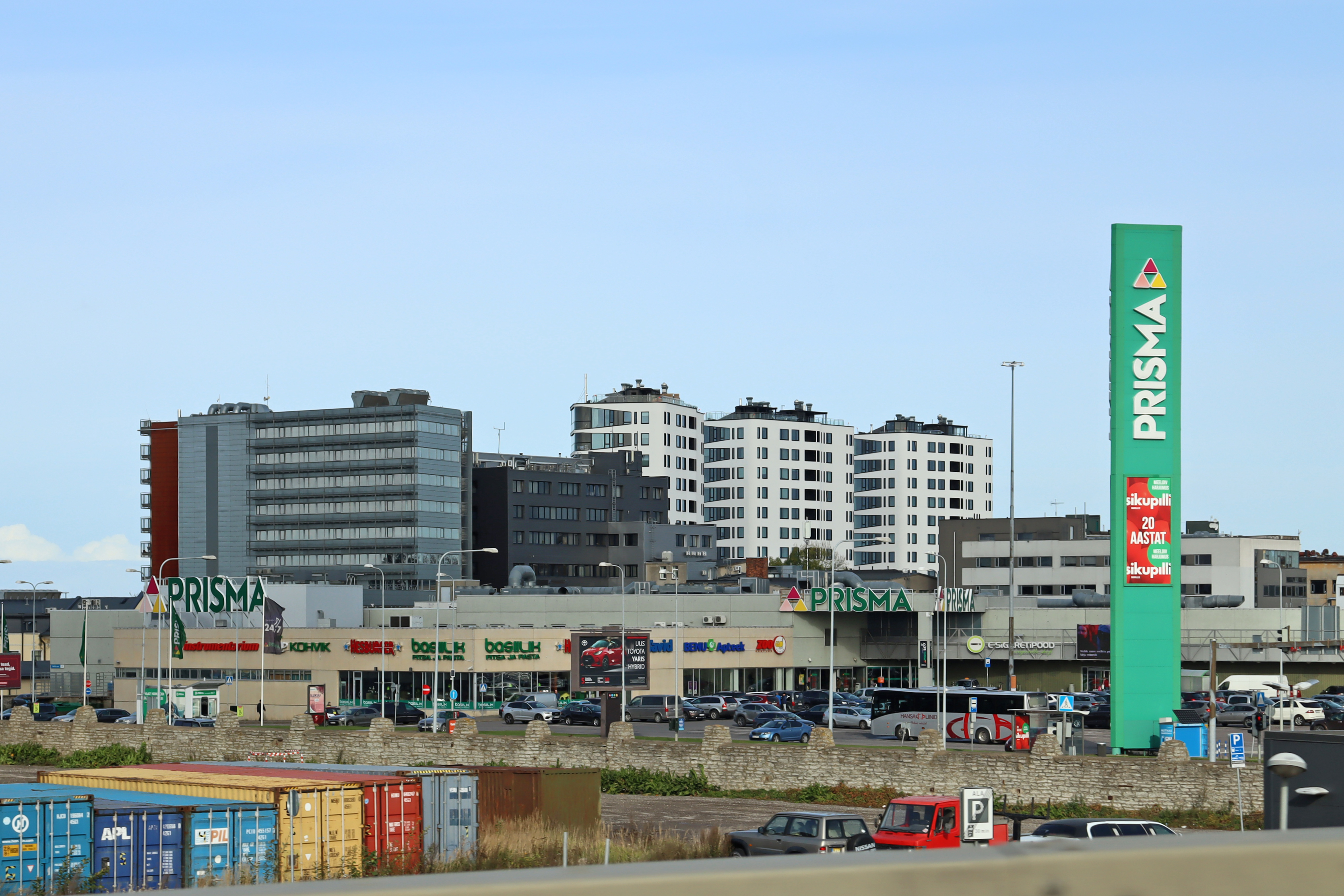
Вид на Сикупилли с моста на Петербургском шоссе
Улица Катузепапи
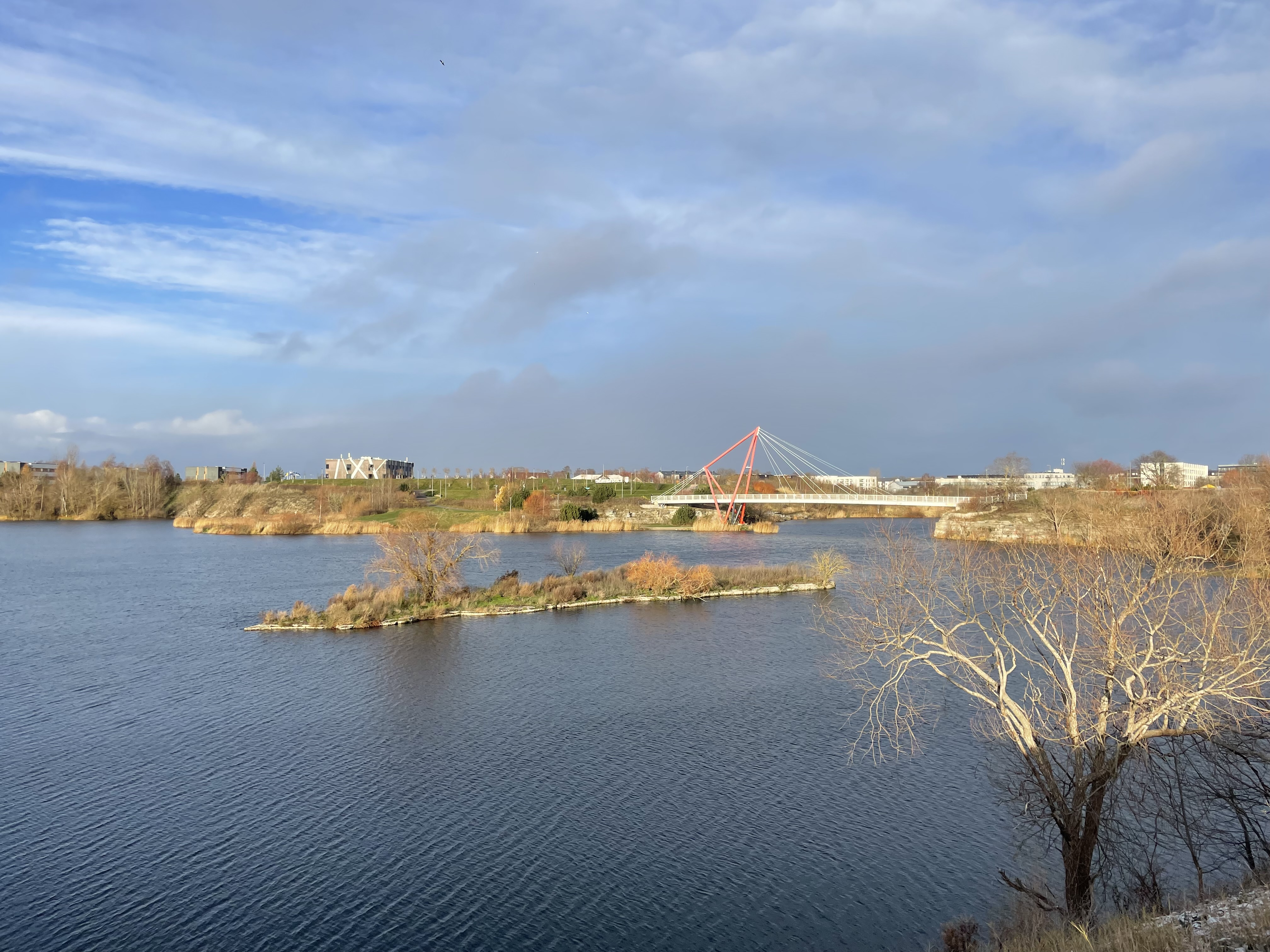
Парк Паэ осенью
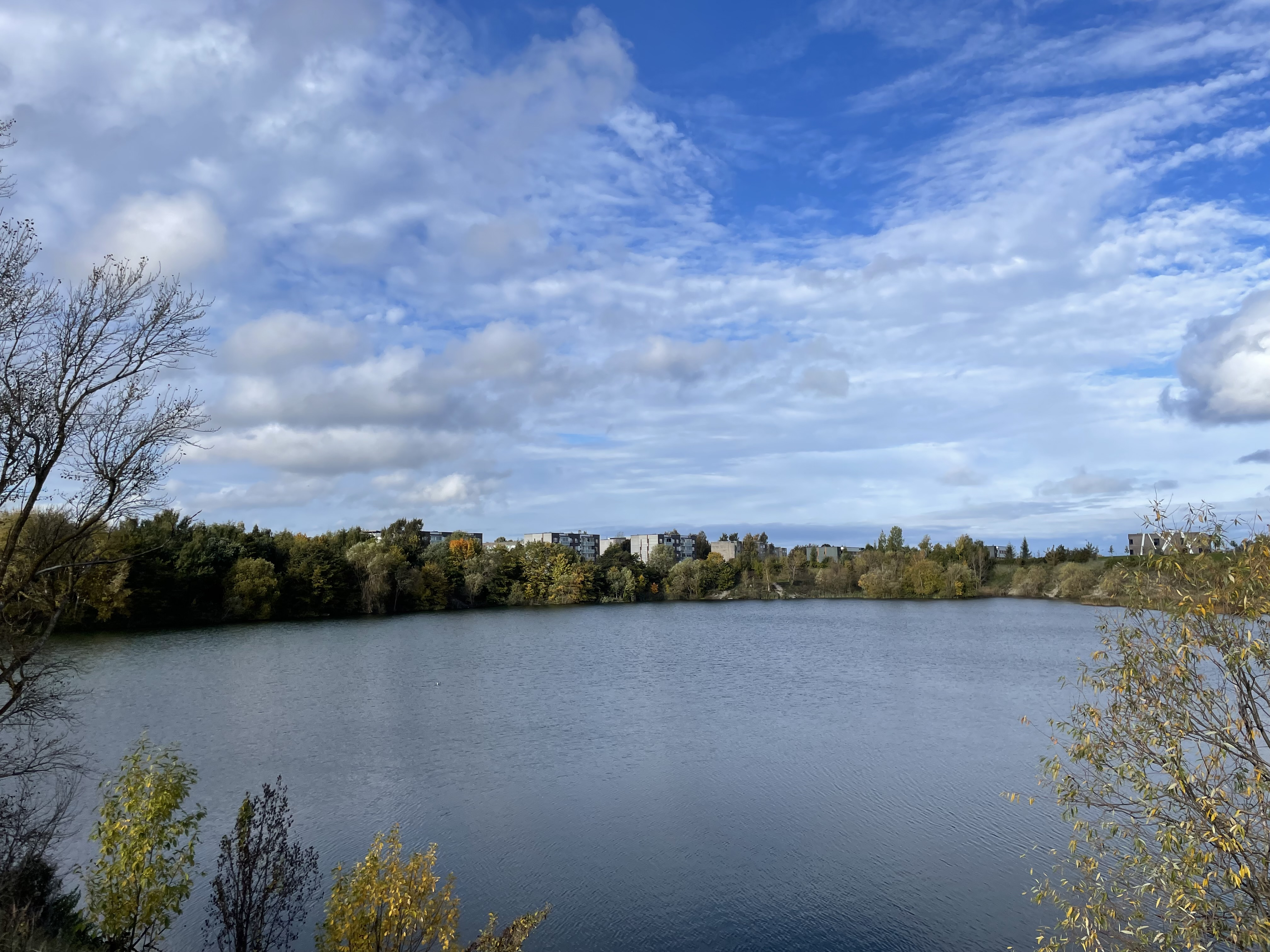
Южная часть кратерного озера в парке Паэ
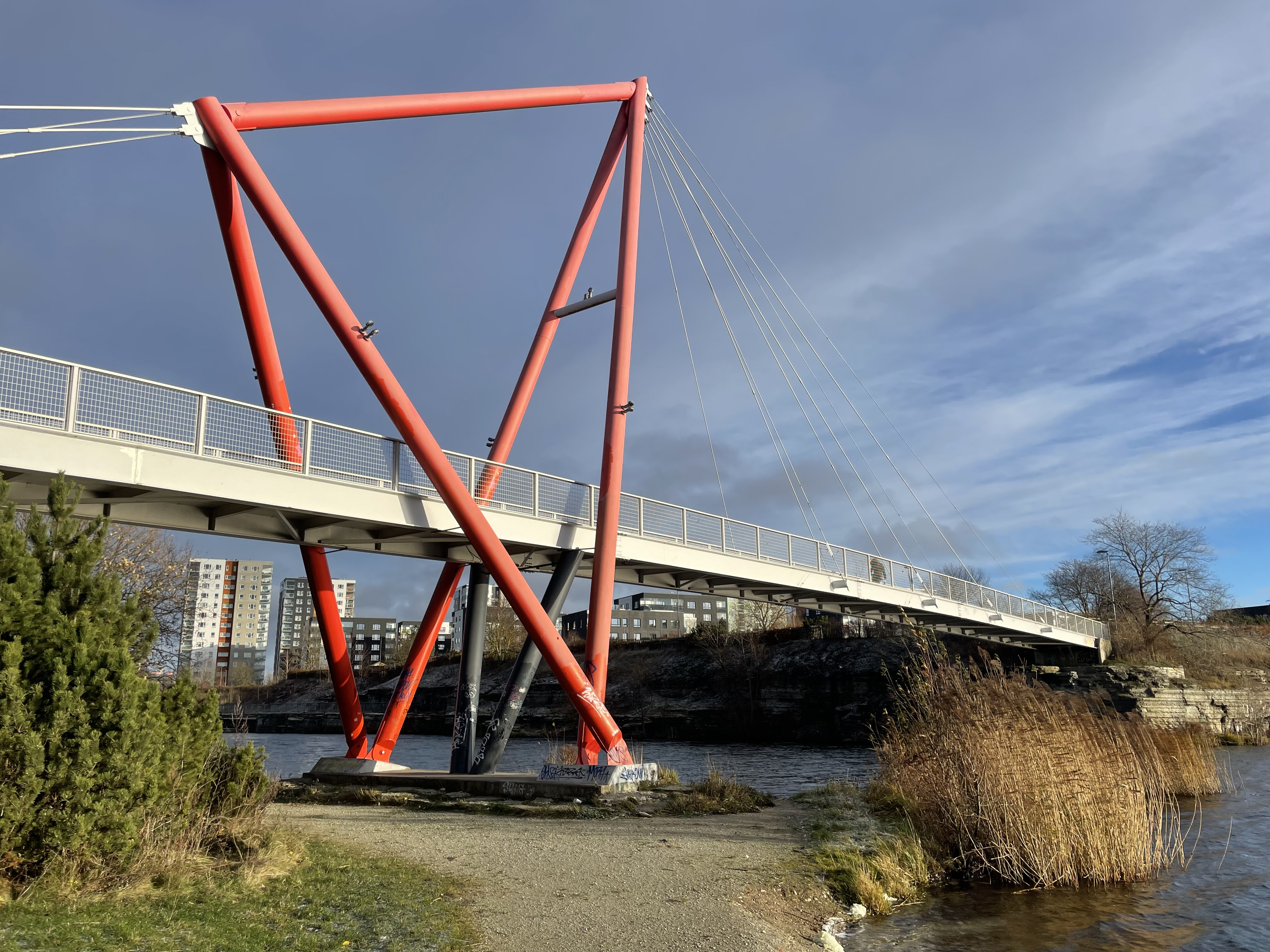
Мост в парке Паэ, соединяющий Сикупилли с улицей Лаагна